# Infinity (Khan-Jamal-Album)
Infinity ist ein Jazzalbum von Khan Jamal. Die am 7. Dezember 1982 und am 14. März 1984 entstandenen Aufnahmen erschienen zunächst 1984 als Eigenproduktion auf Jamals Label Jambrio, um dann 1988 bei Stash Records veröffentlicht zu werden. 2021 wurde das lange Zeit vergriffene Album auf dem britischen Label Jazz Room Records neu aufgelegt.

## Hintergrund
Khan Jamal nahm Infinity zumeist in Sextett-Bestzung mit dem Altsaxophonisten Byard Lancaster und einer in Philadelphia ansässigen Gruppe auf, darunter der Pianist Bernard Sammul sowie (auf einem Titel) der aus dem Free Jazz bekannte Schlagzeuger Sunny Murray und Clifton Burton an der Mundharmonika. Jamal steuerte vier der fünf Stücke bei, während Bernard Sammul den Titel „The Angry Young Man“ einbrachte.

## Titelliste
- Khan Jamal: Infinity (Jambrio 001, Stash Records ST-C-278, Jazz Room Records JAZZR 006)[1]

1. Nubian Queen 8:48
2. Infinity 4:28
3. Lovely Afternoon 5:45
4. The Known Unknown 8:48
5. The Angry Young Man (Bernard Sammul) 8:04

Sofern nicht anders angegeben, stammen alle Kompositionen von Khan Jamal.

## Rezeption
Scott Yanow verlieh dem Album in Allmusic vier Sterne und schrieb, obwohl Khan Jamal ein fortschrittlicher Improvisator ist, verleihe der Klang seiner Stimmung seiner Musik immer eine etwas milde und zugängliche Atmosphäre, selbst wenn er am experimentierfreudigsten spiele. Dies sei eine ausgezeichnete, wenn auch allgemein übersehene Musik.
Nach Ansicht von Dean Van Nguyen (Bandcamp Daily) ist ein gut gespieltes Vibraphon einer der coolsten Sounds, die man sich vorstellen kann. Jamals weiche Schlägel brächten die Metallplatten durchgehend in bluesigen Mustern zum Klingen. Er werde von einer talentierten Liste von Spielern unterstützt; mit ihrer Hilfe zeige der entsprechend betitelte „Lovely Afternoon“ Jamals Spiel in seiner angenehmsten Form. Schließlich beende Sammuls feurige Post-Bop-Komposition „The Angry Young Man“ das Album an seinem energischsten Punkt.